# Bakonyság
Bakonyság es un pueblo ubicado en el distrito de Pápa, en el condado de Veszprém, Hungría.

## Superficie
Posee una superficie de 8,560 kilómetros cuadrados.

## Demografía
Hasta 2019 la población era de 51 habitantes, con una densidad de población de 5,958 habitantes por kilómetro cuadrado.